# Kristin Kreuk
Kristin Laura Kreuk (/kruːk/ ; nascuda el 30 de desembre de 1982) és una actriu canadenca. Va debutar en la serie dramàtica adolescent canadenc Edgemont, es principalment coneguda pels seu paper com a Lana Lang a la sèrie de televisió de superherois Smallville (2001-2011), també com a Catherine Chandler-Keller a la sèrie de ciència-ficció CW La bella i la bèstia (2012-2016)) i com a Joanna Hanley a la sèrie de drama legal de CBC Burden of Truth .
També ha participat en pel·lícules com Snow White: The Fairest of Them All [No doblada al català] (2001), Street Fighter: la llegenda de chun-li (2009) i Irvine Welsh's Estasi [no doblada al català] (2011).

## Primers anys de vida
Kreuk va néixer a Vancouver, Colúmbia Britànica, filla de Deanna Che i Peter Kreuk, dos arquitectes paisatgistes. El seu pare és d'origen holandès, la seva mare d'origen xinès, nascuda a Indonèsia i la seva àvia materna, jamaicana xinesa. La seva mare i la seva àvia vivien a Singapur i a les Illes Salomó abans d'establir-se a Vancouver. Té una germana menor, Justine Kreuk.
Kreuk va practicar karate i gimnàstica a nivell nacional fins a l'escola secundària, però hi va renunciar quan cursava 11 curs [del sistema d'educació canadenc causa de l'escoliosi. Kreuk planejava estudiar ciències forenses o psicologia a la Universitat Simon Fraser i es va sorprendre quan un director de càsting de la sèrie de televisió CBC Edgemont es va posar en contacte amb ella al seu institut.

El 2020, Kreuk va parlar del seu patrimoni xinès en una publicació d'Instagram durant el Mes del Patrimoni Americà del Pacífic Asiàtic : 
 Estic profundament orgullós del meu patrimoni i he trobat força en conèixer els viatges que va fer la meva família per trobar prosperitat. La meva mare va venir al Canadà quan començava el batxillerat; la història de la seva família és complexa, però, segons el que és més senzill, van deixar Indonèsia (els xinesos hi tenen una història difícil) i van viure a Singapur i les Illes Salomó abans de venir a Vancouver. Per a la meva mare, Vancouver era una casa acollidora i positiva. Ni la meva mare ni la meva àvia parlaven xinès. Tots dos van créixer fora de la Xina (la meva àvia era de Jamaica). La meva mare mai no va cuinar menjar xinès. No sabia molt de la cultura. Però res d'això em va semblar estrany de créixer. Encara no sé per què. Potser gran part d'això tingués a veure amb el fet que la meva escola secundària estava poblada per un 85% de pioners asiàtics de totes les procedències. Potser això em va permetre veure que la meva família era simplement una versió de l'asiàtic. 

## Carrera

### Televisió

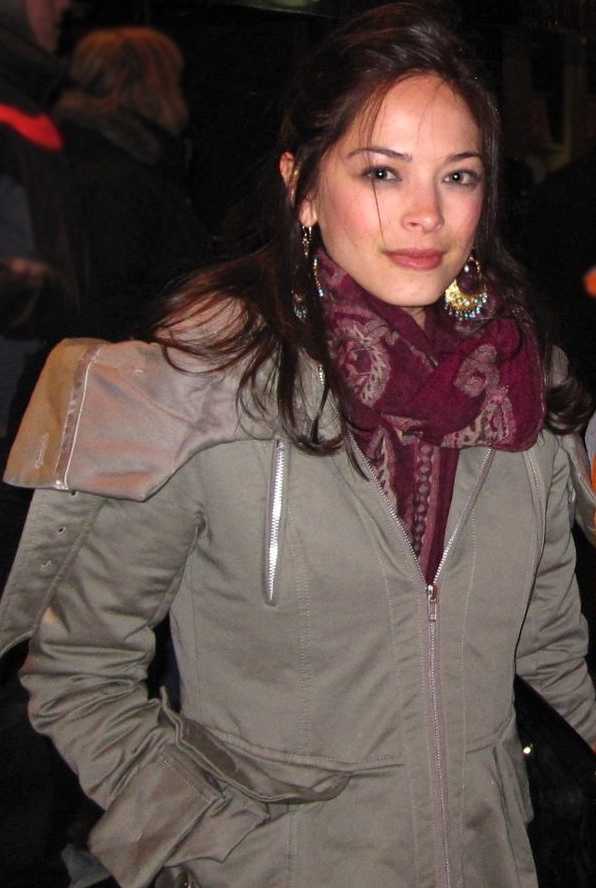
Kreuk el 2011

Després de filmar la primera temporada d' Edgemont (una telenovel·la adolescent ambientada a un institut de la zona de Vancouver) i aconseguir-se agent, Kreuk va aconseguir el paper principal de Blancaneus en una pel·lícula per a la televisió, Blancaneus: la més bella de tots . emesa per ABC, i posteriorment llançat en DVD, el 2002. A mitjans del 2004, Kreuk va prendre el paper de Tenar per a la minisèrie de dues parts del canal Sci-Fi Earthsea. La minisèrie es va rodar a Vancouver, dirigida per Robert Lieberman i emesa el 13 de desembre de 2004.
Després de Blancaneus, l'agent de Kreuk va enviar una cinta d'audició als guionistes Alfred Gough i Miles Millar, que en aquell moment estaven reunint el repartiment d'un programa que havien creat per a la xarxa WB titulat Smallville. La sèrie, que es projectaria rodar a Vancouver, gira al voltant de la vida de l'adolescent Clark Kent abans de convertir-se en Superman. Gough i Millar van trucar a Kreuk als estudis de WB a Burbank, Califòrnia, per provar el paper del primer amor de Clark Kent, Lana Lang, i va ser repartida en el paper. Durant un temps, Kreuk va actuar a Smallville i Edgemont, tot i que el seu paper a Edgemont va disminuir lleugerament amb el pas del temps. Edgemont va acabar la seva carrera el 2005. Després de set temporades, Kreuk va deixar Smallville a principis de 2008, quan el seu personatge abandona la ciutat. Va tornar com a estrella convidada a la vuitena temporada del programa durant cinc episodis per concloure la seva història.
El 2009, Kreuk va signar un arc de diversos episodis a la tercera temporada de Chuck. Va interpretar a Hannah, una informàtica que s'uneix a Buy More Nerd Herd després de ser acomiadada del seu treball anterior.
El 2010, va interpretar a Tirzah, la germana de Judah Ben-Hur, a la pel·lícula de televisió Ben Hur, que es va emetre al Canadà i posteriorment a ABC als Estats Units.
Kreuk va participar amb dos pilots que no van ser recollits: una sitcom de la CBS del 2010 titulada Hitched (que va ser co-creada per Josh Schwartz, que també va ser el creador de Chuck) i una sèrie dramàtica de la cadena NBC del 2011 anomenada 17th Precinct, que va ser desenvolupat per Ronald D. Moore.
Al febrer de 2012, Kreuk va ser anunciada com el personatge femení principal en el reinici de la serie de The CW de Beauty &amp; the Beast, que es va recollir l'11 de maig de 2012 i va començar a emetre's a la tardor de 2012. El CW va anunciar l'octubre de 2015 que la propera quarta temporada del programa, programada per emetre's durant l'estiu del 2016, seria la seva última temporada. El final de la sèrie es va emetre el 25 d'agost de 2016.

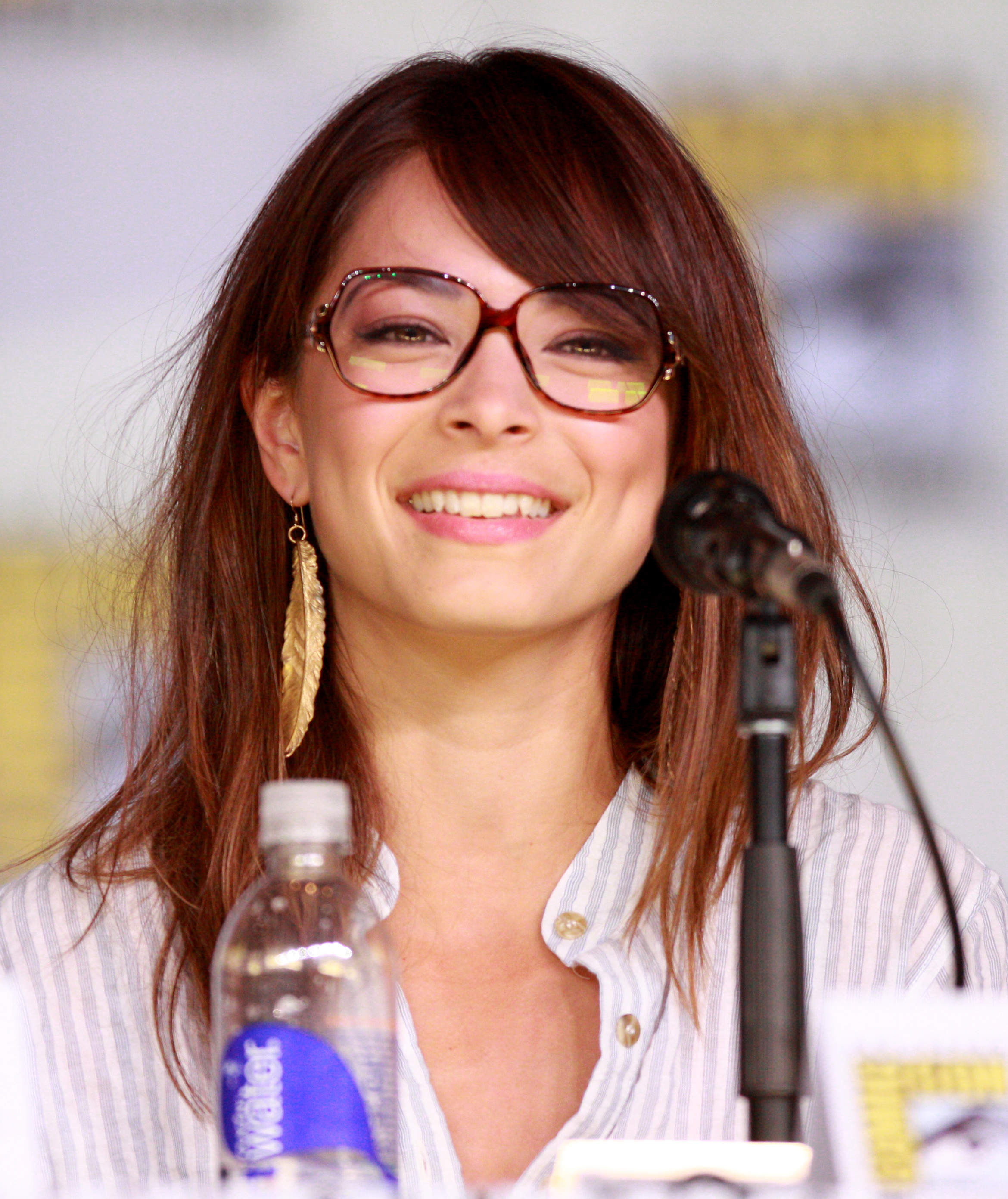
Kreuk al ComicCon 2013

El 2018, Kreuk va jugar el paper principal a Burden of Truth, una producció de CBC Television on retrata una "advocada de la ciutat gran que assumeix un cas per a un grup de noies malaltes de la seva ciutat natal". L'espectacle es va estrenar el 10 de gener de 2018. El 5 d'abril de 2018, The CW va anunciar que havien adquirit els drets per emetre el programa a partir de l'estiu de 2018. CBC també ha renovat Burden of Truth per una segona temporada i començarà a rodar el juny del 2018.

### Pel·lícules
Kreuk va aparèixer a la comèdia EuroTrip (2004), interpretant a la nòvia que enganya al protagonista amb un músic (interpretat per Matt Damon).
A principis del 2005, Kreuk va signar la pel·lícula independent canadenca Partition (2007), interpretant a Naseem, un jove vulnerable de 17 anys, el món del qual va quedar destrossat pel trauma de la partició de l'Índia el 1947; el personatge també s'enamora d'un exoficial de l'exèrcit indi britànic. L'estiu del 2006, Kreuk va protagonitzar el curtmetratge Dream Princess de l'escriptor / artista de còmics Kaare Andrews. La pel·lícula és un relat modern de ciència-punk del relat de la Bella Dorment. Tanmateix, mai es va emetre. Kreuk va protagonitzar la pel·lícula Street Fighter: The Legend of Chun-Li (2009), en què interpretava el personatge principal, Chun-Li. Va provar la seqüela Mission: Impossible - Ghost Protocol (2011), amb el paper de Paula Patton.
A principis del 2010, Kreuk va signar la pel·lícula de terror japonesa Vampire (2011). El 2010, Kreuk també va protagonitzar el videoclip " I Heard " del músic Hill Zaini.
Kreuk interpreta Heather a la pel·lícula Irvine Welsh's Ecstasy (2011), basada en la novel·la d'Irvine Welsh. També actua com a Tilda a la pel·lícula de comèdia de ciència-ficció Space Milkshake (2012).

#### Producció cinematogràfica
Kreuk, amb Rosena Bhura, a qui Kreuk va conèixer al plató de Partition, va iniciar una productora anomenada Parvati Creative Inc, que se centra en "les pel·lícules centrades en els humans com es veuen a través d'una lent femenina". La primera producció de Parvati va ser un curtmetratge dirigit per Rick Rosenthal anomenat Blink, del qual Kreuk figura com a productor executiu. El segon projecte va ser una sèrie de comèdia titulada " Queenie " que va comptar amb l'amiga de Kreuk, Olivia Cheng .

### Treballs publicitaris
Neutrogena la va convertir en el model de portaveu de la seva nova campanya publicitària mundial. En aquest paper, Kreuk va seguir els passos d'altres estrelles adolescents com Jennifer Love Hewitt i Mandy Moore. El 2005, va renovar el seu contracte amb Neutrogena per dos anys més, convertint-la en la portaveu del model més longeva de la companyia.

### Actuació de veu
L'agost de 2017, Kreuk va donar la veu a la princesa Shuyan a la saga Shuyan, una sèrie de novel·la gràfica situada en un antic univers fantàstic d'arts marcials xineses. També va repetir el seu paper de Catherine Chandler de La bella i la bèstia a Robot Chicken.

## Vida personal
Actualment, Kreuk resideix a Toronto, Ontario. Va declarar a Live! amb Kelly i Michael a l'octubre del 2012, que és pescetària.

### Controvèrsia NXIVM
Al novembre de 2017, Kreuk i la seva co-estrella de Smallville, Allison Mack, es van relacionar amb una suposada organització de màrqueting multinivell coneguda com a NXIVM, que va ser fundada per Keith Raniere. El març de 2018, després de la detenció de Raniere, Kreuk va revelar al seu compte de Twitter que s'havia unit a NXIVM creient que era un grup "d'autoajuda" però que se n'havia anat el 2013 i que estava en contacte mínim amb qualsevol membre del grup, ni havia presenciat qualsevol activitat il·legal o nefasta durant la seva estada al grup. La versió dels esdeveniments de Kreuk va comptar amb el suport de l'actriu Sarah Edmondson, que havia participat en l'exposició de les activitats de NXIVM.

## Filmografia

### Televisió
| Curs              | Títol                             | Paper                       | Notes                                                                 |
| ----------------- | --------------------------------- | --------------------------- | --------------------------------------------------------------------- |
| 2001              | Blancaneus: la més bella de totes | Blancaneus                  | Pel·lícula de televisió                                               |
| 2001              | The weekenders                    | Gina                        | Episodi: "My Punky Valentine"; paper de veu                           |
| 2001-2005         | Edgemont                          | Laurel Yeung                | Paper principal; 70 episodis                                          |
| 2001-2009         | Smallville                        | Lana Lang                   | Paper principal (temporades 1-7, temporada convidada 8); 154 episodis |
| 2001-2009         | Smallville                        | Louise McCallum             | Episodi: "Relíquia"                                                   |
| 2001-2009         | Smallville                        | Margaret Isobel Thoreaux    | 3 episodis                                                            |
| 2004              | Earthsea                          | Tenar                       | Minisèrie de televisió                                                |
| 2010              | Ben Hur                           | Tirzah                      | Minisèries de televisió                                               |
| 2010              | Chuck                             | Hannah                      | Paper recurrent; 4 episodis                                           |
| 2012-2016         | La bella i la bèstia              | Catherine Chandler          | Paper principal; 70 episodis, també productor                         |
| 2015              | Robot Chicken                     | Oblina / Catherine Chandler | Episodi: "Formigues a una hamburguesa"; paper de veu                  |
| 2018 – actualitat | Burden of Truth                   | Joanna Hanley               | Paper principal, també productor executiu                             |

### Pel·lícula
| Curs | Títol                                  | Paper            | Notes                    |
| ---- | -------------------------------------- | ---------------- | ------------------------ |
| 2004 | EuroTrip                               | Fiona            |                          |
| 2006 | Dream Princess                         | Princesa         | Pel·lícula curta         |
| 2007 | Partition                              | Naseem Khan      |                          |
| 2009 | Street Fighter: La llegenda de Chun-Li | Chun-Li          |                          |
| 2011 | Vampire                                | Maria Lucas      |                          |
| 2011 | Irvine Welsh's Ecstasy                 | Heather Thompson |                          |
| 2012 | Space milkshake                        | Tilda            | també productor executiu |
| 2017 | L'emissari                             | L'emissari       | Pel·lícula curta         |

### Videojocs
| Curs | Títol       | Paper  | Notes        |
| ---- | ----------- | ------ | ------------ |
| 2017 | Saga Shuyan | Shuyan | paper de veu |

### Productor
| Curs | Títol       | Notes                                               |
| ---- | ----------- | --------------------------------------------------- |
| 2011 | Parpellejar | Pel·lícula curta; també productor executiu          |
| TBA  | Phoolan     | Documental; postproducció, també productor executiu |

## Premis i nominacions
El 2014 i el 2015, Kreuk va guanyar el premi People's Choice a l' actriu favorita de televisió de ciència-ficció / fantasia pel seu paper a La bella i la bèstia. El 2015, va ser classificada com la persona més bella del Canadà en una enquesta en línia organitzada per ET Canada.
| Any  | Associació             | Categoria                                                                             | Treball                               | Resultat  | Ref.   |
| ---- | ---------------------- | ------------------------------------------------------------------------------------- | ------------------------------------- | --------- | ------ |
| 2002 | Saturn Awards          | Millor actriu d'una sèrie de televisió                                                | Smallville                            | Nominat   |        |
| 2003 | Saturn Awards          | Millor actriu d'una sèrie de televisió                                                | Smallville                            | Nominat   |        |
| 2003 | Teen Choice Awards     | Millor actriu d'una sèrie de televisió                                                | Smallville                            | Nominat   |        |
| 2004 | Teen Choice Awards     | Millor actriu d'una sèrie de televisió                                                | Smallville                            | Nominat   |        |
| 2004 | Saturn Awards          | Millor actriu d'una sèrie de televisió                                                | Smallville                            | Nominat   |        |
| 2005 | Leo Awards             | Millor actriu en llargmetratge dramàtic                                               | Earthsea                              | Nominat   |        |
| 2005 | Leo Awards             | Millor actuació en sèries juvenils                                                    | Edgemont                              | Nominat   |        |
| 2006 | Teen Choice Awards     | Choice TV Actress: Acció / Drama                                                      | Smallville                            | Nominat   |        |
| 2006 | Saturn Awards          | Millor actriu d'una sèrie de televisió                                                | Smallville                            | Nominat   |        |
| 2008 | Teen Choice Awards     | Choice TV Actriu: Acció                                                               | Smallville                            | Nominat   |        |
| 2009 | Teen Choice Awards     | Choice TV Actriu: Acció                                                               | Smallville                            | Nominat   |        |
| 2013 | Teen Choice Awards     | Choice TV Actriu: Fantàsia/Ciència-ficció                                             | La bella i la bèstia                  | Nominat   |        |
| 2014 | Teen Choice Awards     | Choice TV Actriu: Fantàsia/Ciència-ficció                                             | La bella i la bèstia                  | Nominat   |        |
| 2014 | People's Choice Awards | Choice Awards Actriu: Fantàsia/Ciència-ficció                                         | La bella i la bèstia                  | Guanyador | [ 36 ] |
| 2015 | People's Choice Awards | Choice Awards Actriu: Fantàsia/Ciència-ficció                                         | La bella i la bèstia                  | Guanyador | [ 37 ] |
| 2019 | Rockie Awards          | Canadian Award of Distinction                                                         | Burden of Truth, EuroTrip, Smallville | Guanyador | [ 38 ] |
| 2019 | Premis Canadian Screen | Premis Canadian Screen a la millor actriu en un paper dramàtic protagonista continuat | Burden of Truth                       | Nominat   |        |
| 2021 | Premis Canadian Screen | Premis Canadian Screen a la millor actriu en un paper dramàtic protagonista continuat | Burden of Truth                       | Nominat   | [ 39 ] |